# ماثياس فيشر (لاعب كرة قدم)
ماثياس فيشر (بالفرنسية: Mathias Fischer) (11 يوليو 1998 بكولمار في فرنسا - ) هو لاعب كرة قدم فرنسي في مركز الدفاع. لعب مع نادي نانسي.

## وصلات خارجية
- ماثياس فيشر على موقع رابطة كرة القدم الفرنسية للمحترفين (الإنجليزية)
- ماثياس فيشر على موقع قاعدة بيانات كرة القدم.إي يو (الإنجليزية)
- ماثياس فيشر على موقع ليكيب (الفرنسية)
- ماثياس فيشر على موقع Soccerway.com (الإنجليزية)